# 腺毛虎耳草
腺毛虎耳草（学名：Saxifraga manshuriensis）为虎耳草科虎耳草属下的一个种。

## 扩展阅读
- 維基物種上的相關：腺毛虎耳草